# Arrona
Arrona fue una anteiglesia española del municipio de Deva, perteneciente a la provincia de Guipúzcoa. Existen en la actualidad en el vecino municipio de Cestona, también en esa provincia, las entidades de población de Arrona de Arriba y Arrona de Abajo.

## Historia
Hacia mediados del siglo XIX, el lugar, una anteiglesia por entonces perteneciente a Deva, tenía contabilizada una población de 450 habitantes. Aparece descrito en el tercer volumen del Diccionario geográfico-estadístico-histórico de España y sus posesiones de Ultramar de Pascual Madoz con las siguientes palabras:

ARRONA: anteig. en la prov. de Guipuzcoa (4 leg. á Tolosa), dióc. de Pamplona (14.), part. jud. de Azpeitia (3), y ayunt. de Deva (1): sit. en un llano á la orilla izq. del Urola, cercándose por S. y O. los montes de Yzarriz: su clima sano: tiene igl. parr. (Sta. Ana) servida por 1 cura y 1 beneficiado del cabildo de su matriz, que lo es la de la Asuncion, en la v. de Deva, en cuyo térm. se halla enclavada: pobl. 84 vec. 450 almas.
(Madoz, 1846, p. 22)

En la actualidad, existen en el vecino municipio de Cestona las entidades de población de Arrona de Arriba y Arrona de Abajo.